# Ophiomisidium crosnieri
Ophiomisidium crosnieri är en ormstjärneart som beskrevs av  1986, 1986. Ophiomisidium crosnieri ingår i släktet Ophiomisidium och familjen fransormstjärnor. Inga underarter finns listade i Catalogue of Life.